# Marco Schreyl
 (juin 2018).
Si vous disposez d'ouvrages ou d'articles de référence ou si vous connaissez des sites web de qualité traitant du thème abordé ici, merci de compléter l'article en donnant les références utiles à sa vérifiabilité et en les liant à la section « Notes et références ».
 Marco Schreyl, né le 1er janvier 1974 à Erfurt, est un animateur de télévision et de radio allemand.

## Carrière professionnelle
Marco Schreyl a commencé sa carrière comme présentateur de télévision en 1997. Au début, il a travaillé chez MDR en tant que présentateur de nouvelles, puis en tant que rédacteur sportif, reporter et présentateur. Le 2 octobre 2000, il est passé à la ZDF et est devenu présentateur du magazine hello germany. Il a également présenté les soirées de boxe pour la ZDF, les Jeux Olympiques d'Athènes et une nouvelle édition du quiz classique Der große Preis pendant un an et demi. Le 21 mai 2011, il a présenté l'ouverture du Life Ball avec Doris Golpashin. En 2014, il a animé l'émission Lebensretter à la télévision MDR, dans laquelle, comme dans l'émission Emergency Call with Hans Meiser, qui a été diffusée sur RTL jusqu'en 2006, les situations d'urgence ont été reconstituées et les téléspectateurs ont été encouragés à être plus courageux pour aider dans les situations dangereuses.
En 2007, il a présenté le tournoi Four Hills et la quatrième saison de l'Allemagne est à la recherche de la superstar sur RTL. En outre, il a présenté le German Television Award (prix de la télévision allemande).
Entre 2005 et 2012, Marco a présenté Deutschland sucht den Superstar (initialement avec Tooske Ragas), et d'autres spectacles.
Du 20 octobre au 3 novembre 2007, il était l'animateur de l'émission RTL The Supertalent (version allemande d'America's Got Talent) et depuis le 20 octobre 2008 avec Daniel Hartwich. En 2009, il présente le championnat du monde de handball masculin sur RTL.

## Animation

### Télévision
- Depuis 2016 : Wunderschön! (WDR)
- Depuis 2016 : Der beste Chor im Westen (WDR)
- Depuis 2017 : Zwei für Einen - Das Quiz für den Westen (WDR)
- Depuis 2017 : Best FIFA Football Awards (EUROSPORT 1)

- 1997-2000 : MDR aktuell (MDR)
- 1998-2000 : Sport im Osten (MDR)
- 2000-2005 : hallo deutschland (ZDF)
- 2000-2005 : Boxen (ZDF)
- 2002-2003 : Der große Preis (ZDF)
- 2004 : Olympische Sommerspiele 2004 (ZDF)
- 2005-2012 : Deutschland sucht den SuperStar : Présentateur
- 2006-2011 : Bayerischer Fernsehpreis (RTL)
- 2007 : Vierschanzentournee (RTL)
- 2007 : V – Die Verbrauchershow (RTL)
- 2007 : Deutscher Fernsehpreis (RTL)
- 2007-2011: Das Supertalent (2008-2011, avec Daniel Hartwich, RTL)
- 2007 : Handball-Weltmeisterschaft der Männer 2007 (RTL)
- 2011 : Deutscher Fernsehpreis (avec Nazan Eckes, RTL)
- 2012-2015 : Wie war das? (MDR)
- 2013 : Die Pool Champions – Promis unter Wasser (avec Nazan Eckes, RTL)
- 2013-2014 : Unschlagbar (avec Sonja Zietlow, RTL)
- 2014 : Lebensretter (MDR)

### Radio
- Depuis 2008: Hr1
- Depuis 2014: WDR 2